# Steneromene
Steneromene is een geslacht van vlinders van de familie snuitmotten (Pyralidae).

## Soorten
- S. azanalis Walker, 1859
- S. nymphocharis Meyrick, 1932